# 古城镇 (怀远县)
古城乡，是中华人民共和国安徽省蚌埠市怀远县下辖的一个乡镇级行政单位。

## 行政区划
古城乡下辖以下地区：
刘桥村、张八郢村、合淝村、桥口村、东张村、古城村、三官村、杨刘村、酒坊村、三巷村、路岗村、五郢村、庙荒村、新化村、草寺村、潘新村、油坊村、新淝村、双路村和水海村。